# Eriçó orellut de l'Índia
L'eriçó orellut de l'Índia (Hemiechinus collaris) és un eriçó relativament petit (~17 cm, 200-500 grams) originari de l'Índia i el Pakistan. A causa de les seves orelles tan grans, anteriorment se'l considerava una subespècie de l'eriçó orellut. És insectívor i nocturn.
L'eriçó orellut de l'Índia és notable pel seu ritual nupcial bastant complex, que implica que el mascle "balli" al voltant de les femelles durant uns dies abans d'aparellar-se.